# マニング・キンメル
マニング・マリウス・キンメル (Manning Marius Kimmel, 1913年4月22日 - 1944年7月26日？) はアメリカ海軍の軍人。太平洋艦隊司令長官を務めたハズバンド・キンメルの長男である。
ワシントンD.C.生まれ。1935年、海軍兵学校卒。少佐となり潜水艦ロバロー (USS Robalo, SS-273) 艦長を務めていたが、同艦は7月2日夜、パラワン島・バラバク島沖で日本海軍の攻撃に合い（触雷沈没とも言われている）、ロバローは沈没。キンメルは行方不明となった（戦死認定）。